# Romeo and Juliet (1908)
Romeo and Juliet is een Amerikaanse 'stomme film' uit 1908 onder regie van James Stuart Blackton.

## Rolverdeling
| Acteur            | Personage |
| ----------------- | --------- |
| Paul Panzer       | Romeo     |
| Florence Lawrence | Juliet    |
| John G. Adolfi    |           |
| Harry Solter      |           |
| Louise Carver     |           |
| Florence Turner   |           |
| Charles Chapman   |           |